# Nicholas Courtney

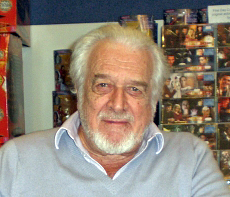
Nicholas Courtney

William Nicholas Stone Courtney (* 16. Dezember 1929 in Kairo, Ägypten; † 22. Februar 2011 in London, England) war ein britischer Schauspieler, der vor allem durch seine Darstellung des Brigadier Lethbridge-Stewart in der britischen Fernsehserie Doctor Who bekannt war.

## Leben
Courtney wurde als Sohn eines britischen Diplomaten in Kairo geboren und wuchs in Ägypten, Frankreich und Kenia auf. Nachdem er seinen Wehrdienst bei der British Army abgeleistet hatte, besuchte er zwei Jahre die Webber Douglas Academy of Dramatic Art. Danach spielte er Theater in Northampton und London. 1957 hatte er seinen ersten Fernsehauftritt in einer Nebenrolle einer Fernsehserie, aber erst ab Mitte der 1960er Jahre erhielt er häufiger Film- und Fernsehrollen. Unter anderem spielte er Gastrollen in den britischen Serien Mit Schirm, Charme und Melone, Simon Templar und Task Force Police. 1965 trat er neben William Hartnell als Doctor Who erstmals in der gleichnamigen Serie auf. In vier Folgen spielte er die Figur des Agenten Bret Vyon. In vier Folgen des Doctor-Who-Mehrteilers The Web of Fear trat er 1968 erstmals in seiner Rolle als Offizier Alastair Gordon Lethbridge-Stewart auf, zunächst noch als Colonel. Ab dem Mehrteiler The Invasion aus dem gleichen Jahr war er zum Brigadier befördert worden. In dieser Rolle trat er zwischen 1968 und 1989 in 103 Folgen der Serie auf, wobei seine Figur ab 1975 nur noch als wiederkehrende Gastrolle angelegt war. Im Doctor-Who-Spinoff The Sarah Jane Adventures war er 2008 noch einmal in zwei Episoden in seiner langjährigen Rolle zu sehen. Deutlich seltener waren seine Spielfilmen-Engagements, zumeist nur in kleineren Nebenrollen. Hierzu zählten unter anderem der Horrorfilm Die dreizehn Sklavinnen des Dr. Fu Man Chu neben Christopher Lee, der Science-Fiction-Film Unfall im Weltraum sowie der Thriller Incendiary von Sharon Maguire. Neben seiner Film- und Fernsehkarriere arbeitete er weiterhin am Theater und hatte verschiedene Engagements am Londoner West End.
Courtney war in zweiter Ehe verheiratet und hatte zwei Kinder aus erster Ehe.

## Filmografie (Auswahl)
- 1962, 1967: Mit Schirm, Charme und Melone (The Avengers, Fernsehserie, 2 Folgen)
- 1965: Simon Templar (Fernsehserie, 2 Folgen)
- 1965–1989: Doctor Who (Fernsehserie, 107 Folgen)
- 1966: Die dreizehn Sklavinnen des Dr. Fu Man Chu (The Brides of Fu Manchu)
- 1967: Task Force Police (Softly Softly, Fernsehserie, 1 Folge)
- 1969: Randall & Hopkirk – Detektei mit Geist (Randall and Hopkirk (Deceased), Fernsehserie, 1 Folge)
- 1969: Unfall im Weltraum (Doppelgänger)
- 1969: Callan (Fernsehserie, 1 Folge)
- 1971: Jason King (Fernsehserie, 1 Folge)
- 1974: Weiche Betten, harte Schlachten (Soft Beds, Hard Battles)
- 1980: Der Doktor und das liebe Vieh (All Creatures Great and Small, Fernsehserie, 1 Folge)
- 1984: Der Aufpasser (Minder, Fernsehserie, 1 Folge)
- 1987: Yes Minister (Fernsehserie, 1 Folge)
- 1990: Bullseye – Der wahnwitzige Diamanten Coup (Bullseye!)
- 1995: Downtime
- 2005: Doctors (Fernsehserie, 1 Folge)
- 2008: Blown Apart (Incendiary)
- 2008: The Sarah Jane Adventures